# Nedbank
Nedbank Group — одна из четырёх крупнейших финансовых групп Южно-Африканской Республики (наряду с Standard Bank, FirstRand и ABSA Group). Помимо ЮАР работает также в Мозамбике, Зимбабве, Лесото, Эсватини и Намибии, а также ещё в ряде стран Африки через партнёрство с Ecobank. Обслуживает 7,6 млн клиентов (из них 334 тысячи вне ЮАР). В списке крупнейших публичных компаний мира Forbes Global 2000 за 2021 год банк занял 1489-е место (443-по активам).
Группа Nedbank образовалась в результате слияния ряда банков Южной Африки, старейший из них, Cape of Good Hope Bank (Банк Мыса Доброй Надежды), был основан в 1831 году. Основной банк группы был основан в 1888 году в Нидерландах и назывался Nederlandsche Bank en Credietvereeniging voor Zuid-Afrika (Нидерландский банк Южной Африки). В 1951 году его африканская часть активов была выделена в самостоятельный южноафриканский банк NBSA, в 1971 году его название было изменено на Nedbank. В 1973 году была сформирована банковская группа, в которую кроме Nedbank вошли банки Syfrets SA и Union Acceptances. В 1986 году крупнейшим акционером группы (53 % акций) стал Old Mutual. В 1989 году название группы было изменено на Nedcor. В 2003 году в состав группы вошли ещё несколько банков, включая Cape of Good Hope Bank, через два года группе было возвращено название Nedbank. В 2008 году было положено начало альянсу с Ecobank, крупнейшему банку Африки по количеству отделений (более 2000 в 39 странах). В 2018 году Old Mutual уменьшил свою долю в группе до 20 %.